# Felsőtárkány
Felsőtárkány là một thị trấn thuộc hạt Heves, Hungary. Thị trấn này có diện tích 77,32 km², dân số năm 2010 là 3454 người, mật độ 45 người/km².